# Tiro con arco en los Juegos Olímpicos de Los Ángeles 2028
El torneo de tiro con arco en los Juegos Olímpicos de Los Ángeles 2028 se realizará en el Dignity Health Sports Park en julio de 2028.